# 6605型扫雷艇
6605/6610型扫雷舰蘇聯稱254K和254M型基地扫雷舰（T43型），主要任务是确定雷区范围并将其扫除；进行侦察检查扫雷工作；在水雷区开辟行道；引导低速船舶编队随舰前进。1953年6月根据中苏协定，有偿转让“T-43”级基地扫雷舰给中國人民解放軍，首先由苏联原装进口了4艘T43型后，由苏方提供材料图纸在武昌造船厂组装(6605型)，60代曾进行“国产化”改良，并有部份在广州黄埔造船厂建造；6610型是6605型的改进型。先后建造了约37艘，建造工程直到80年代末期才停止，后期的改进型称为“南方方案”改装有85毫米主炮一门。
6605和6610两型军舰成为人民海军相当长一段时间内的主力扫雷舰。该级舰已陆续除役中，部份转为备役，有3艘改为测量舰，一艘改为救难舰(J-141)；在役各舰除扫雷外亦兼负巡逻任务。20世纪80年代6610型舰又进行两次改进，第一次是对部分舰机电部位进行了改装，此前由于6610的停泊发电机组在修改后功率大大提高，产生了较大的震动和噪声（噪声超过100分贝），影响了其下方后士兵舱乘员的休息和生活，经过加装减震设备和吸声隔音设备，最终将土兵舱的噪声降低到较为舒适的范围，此后这一成果被广泛应用于其它舰艇。第二次改进则是在舰上加装污水处理设备，并改善舱室生活设施。

## 名稱
该级舰名都以“店”字号的村庄来命名如“长辛店”、“沙家店”、“周口店”等；编号有“3XX”、“8XX”、“9XX”等。自第一艘6605型舰开工建造开始，至1987年12月最后一艘6610型扫雷舰交付部队为止，两型扫雷舰共计建造了38艘，其中6605型舰4艘，6610型舰33艘，在建造过程中被改造为水声研究船的6610型舰1艘。